# François Lecat
François Lecat (Brussel, 19 april 1993) is een Belgisch volleyballer.

## Levensloop
Lecat groeide op in Blanmont en begon met volleyballen bij Axis Guibertin, alwaar hij tevens zijn eerste stappen zette in de eerste ploeg. In 2011 maakte hij de overstap naar het Nederlandse Netwerk STV. Het seizoen daarop keerde hij terug naar de Belgische competitie, alwaar hij eerst uitkwam voor Volley Asse-Lennik en vervolgens VC Maaseik. Vanaf seizoen 2015-'16 ging hij aan de slag bij het Italiaanse Verona Volley. Met deze club won hij dat seizoen de Challenge Cup. Na twee seizoenen ruilde hij deze club voor Calabria Valentia Volley. 
Vervolgens was Lecat een seizoen actief bij het Franse Narbonne Volley en hierop aansluitend bij het Italiaanse Peimar Volley. In 2020 sloot hij aan bij Lindemans Aalst Door een operatie in februari 2021 omwille van een scheurtje in een pees van zijn rechterschouder was hij evenwel lange tijd buiten strijd. Na een kortstondige passage bij het Qatarese Al Arabi SC, sloot hij in januari 2022 aan bij Knack Roeselare. Met deze club werd hij dat seizoen landskampioen. Sinds seizoen 2022-'23 is hij actief bij het Italiaanse Rinascita Lagonegro.
Daarnaast was Lecat actief bij het Belgisch volleybalteam. Met de Red Dragons nam hij onder meer deel aan het wereldkampioenschap van 2018 en het Europees kampioenschap van 2017.
Hij heeft een relatie met Julie De Beule die eveneens actief was in het volleybal.